# Боріс Діао

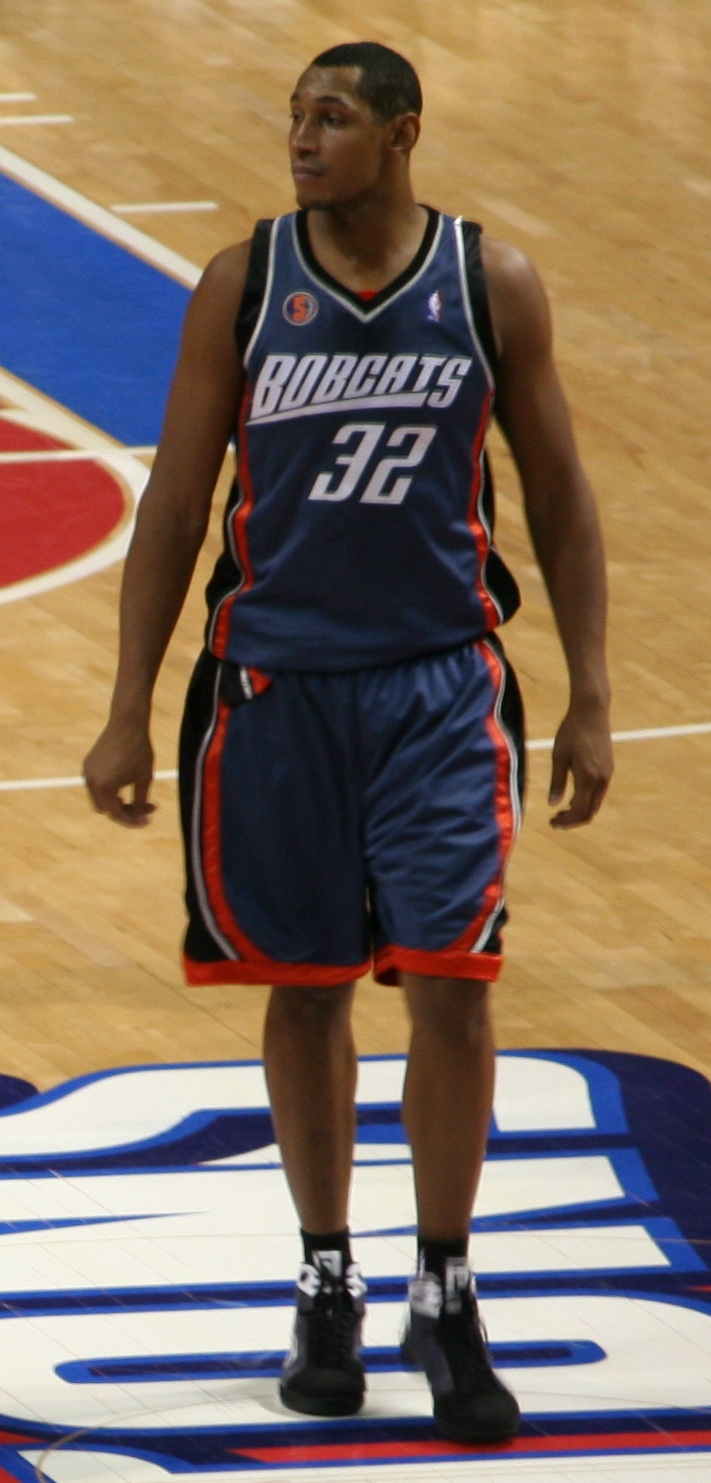
Боріс Діао у складі «Бобкетс»

Боріс Діао (фр. Boris Diaw; *16 квітня 1982) — французький професійний баскетболіст, останньою командою якого була «Юта Джаз». Гравець збірної Франції.

## Кар'єра у НБА
Діао був обраний на драфті 2003 під 21 номером клубом «Атланта Гокс». У складі «Гокс» Діао провів 2 сезони. Після завершення сезону 2004-05 Боріса обміняли у «Фінікс Санз». У «Санз» Діао утвердився, як гравець стартової п'ятірки — завдяки травмам провідних гравців клубу. Він проводив на майданчику в середньому понад 30 хвилин за гру. 
31 січня 2006 Діао записав у свій актив перший за час виступів у НБА трипл-дабл. Він став першим в історії НБА французом, котрий здійснив трипл-дабл. 5 березня та 14 квітня 2006 Діао ще двічі набирав трипл-дабл.
10 грудня 2008 Діао перейшов у «Бобкетс».
У сезонах 2009-10 та 2010-11 Діао взяв участь у всіх 82 іграх регулярної першості, і кожну з них він розпочинав у стартовій п'ятірці. 
21 березня 2012 «Бобкетс» розірвали контракт із Діао. Наступний клуб Боріса — «Сперс». Діао підписав зі «Сперс» контракт 23 березня 2012. До завершення сезону Діао взяв участь у 20 іграх регулярної першості та 14 іграх плей-оф у складі свого нового клубу. 
12 липня 2012 Боріс Діао підписав зі «Сперс» новий контракт тривалістю 2 роки.

## Статистика кар'єри в НБА

### Регулярний сезон
| Сезон   | Команда           | GP  | GS  | MPG  | FG%  | 3P%  | FT%  | RPG | APG | SPG | BPG | PPG  |
| ------- | ----------------- | --- | --- | ---- | ---- | ---- | ---- | --- | --- | --- | --- | ---- |
| 2003–04 | Атланта Гокс      | 76  | 37  | 25.3 | .447 | .231 | .602 | 4.5 | 2.4 | .8  | .5  | 4.5  |
| 2004–05 | Атланта Гокс      | 66  | 25  | 18.2 | .422 | .180 | .740 | 2.6 | 2.3 | .6  | .3  | 4.8  |
| 2005–06 | Фінікс Санз       | 81  | 70  | 35.5 | .526 | .267 | .731 | 6.9 | 6.2 | .7  | 1.0 | 13.3 |
| 2006–07 | Фінікс Санз       | 73  | 59  | 31.1 | .538 | .333 | .683 | 4.3 | 4.8 | .4  | .5  | 9.7  |
| 2007–08 | Фінікс Санз       | 82  | 19  | 28.1 | .477 | .317 | .744 | 4.6 | 3.9 | .7  | .5  | 8.8  |
| 2008–09 | Фінікс Санз       | 22  | 0   | 24.5 | .567 | .357 | .692 | 3.8 | 2.1 | .5  | .4  | 8.3  |
| 2008–09 | Шарлот Бобкетс    | 59  | 59  | 37.6 | .495 | .419 | .686 | 5.9 | 4.9 | .9  | .8  | 15.1 |
| 2009–10 | Шарлот Бобкетс    | 82  | 82  | 35.4 | .483 | .320 | .769 | 5.2 | 4.0 | .7  | .7  | 11.3 |
| 2010–11 | Шарлот Бобкетс    | 82  | 82  | 33.9 | .492 | .345 | .683 | 5.0 | 4.1 | .9  | .6  | 11.3 |
| 2011–12 | Шарлот Бобкетс    | 37  | 28  | 27.5 | .410 | .267 | .630 | 5.3 | 4.3 | .5  | .5  | 7.4  |
| 2011–12 | Сан-Антоніо Сперс | 20  | 7   | 20.3 | .588 | .615 | .625 | 4.3 | 2.4 | .7  | .3  | 4.7  |
| Кар'єра |                   | 680 | 468 | 30.1 | .492 | .333 | .708 | 4.9 | 4.0 | .7  | .6  | 9.5  |

### Плей-оф
| Сезон   | Команда           | GP | GS | MPG  | FG%  | 3P%  | FT%  | RPG | APG | SPG | BPG | PPG  |
| ------- | ----------------- | -- | -- | ---- | ---- | ---- | ---- | --- | --- | --- | --- | ---- |
| 2006    | Фінікс Санз       | 20 | 20 | 39.8 | .526 | .429 | .761 | 6.7 | 5.2 | .9  | 1.1 | 18.7 |
| 2007    | Фінікс Санз       | 10 | 0  | 23.5 | .475 | .000 | .667 | 3.2 | 3.0 | .7  | .2  | 6.6  |
| 2008    | Фінікс Санз       | 5  | 2  | 35.6 | .547 | .000 | .500 | 5.6 | 4.6 | .6  | .8  | 14.6 |
| 2010    | Шарлот Бобкетс    | 4  | 4  | 38.0 | .500 | .111 | .500 | 5.0 | 4.0 | .2  | .8  | 7.5  |
| 2012    | Сан-Антоніо Сперс | 14 | 14 | 24.7 | .514 | .500 | .750 | 5.2 | 2.5 | .8  | .3  | 6.2  |
| Кар'єра |                   | 53 | 40 | 32.2 | .520 | .277 | .731 | 5.4 | 3.9 | .8  | .7  | 11.9 |

## Національна збірна
Діао є гравцем збірної Франції. У її складі посів 3 місце на першості Європи 2003 року. У 2006 році був обраний капітаном збірної Франції.